# Emma Sandys

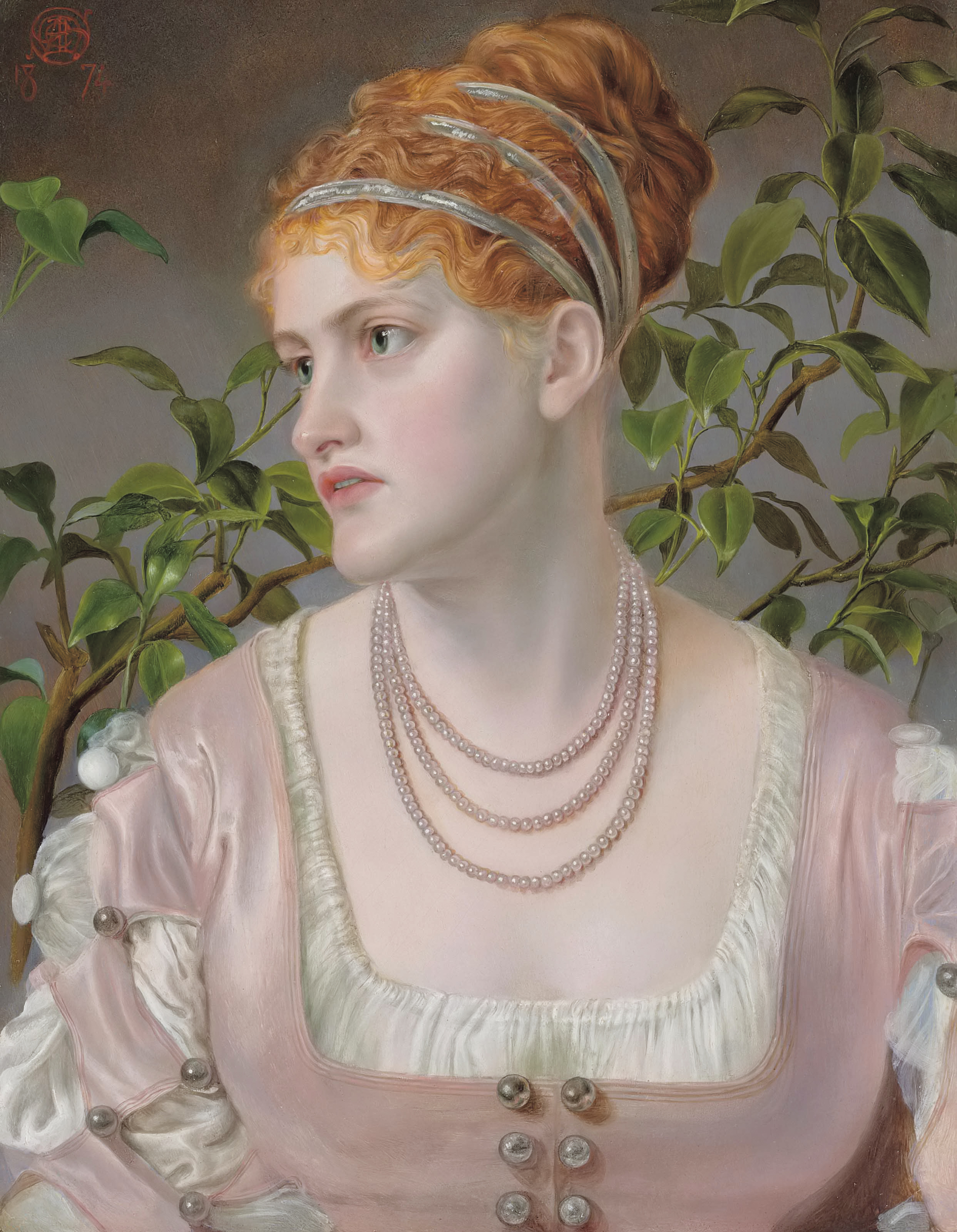
Mary Emma Jones, 1874.

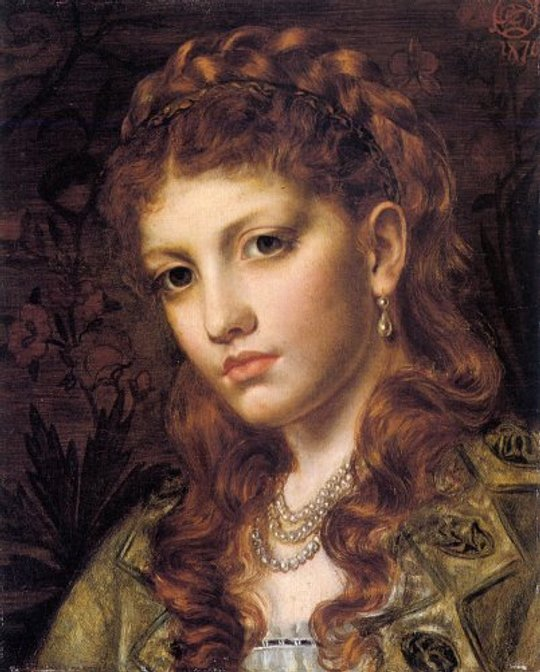
Fiammetta, 1876.

Emma Sandys, née Mary Ann Emma Sands en 1843 à Norwich et morte en novembre 1877, est une peintre préraphaélite britannique du XIXe siècle.

## Biographie
Emma Sandys naît à Norwich, où son père, Anthony Sands (1806-1883), lui donne quelques premières leçons d'art. En 1853, la famille ajoute un « y » à son nom de famille. Elle est influencée par son frère Frederick Sandys (1829-1904), l'un des frères préraphaélites, et par son ami Dante Gabriel Rossetti. Son tableau le plus ancien date de 1863 et elle expose ses œuvres à Londres et à Norwich entre 1867 et 1874. Ses œuvres sont principalement des portraits à la fois à l'huile et à la craie, d'enfants et de jeunes femmes, souvent en vêtements d'époque ou médiévaux, sur fond de fleurs aux couleurs vives. Emma Sandys réalise la plupart de ses œuvres dans les environs de Norwich mais passe peut-être du temps dans l'atelier de son frère, Frederick Sandys, à Londres. Elle meurt en novembre 1877 à Norwich.

## Œuvres
Ses œuvres comprennent :
- Elaine (National Trust Collection, Wightwick Manor, Wolverhampton)[2]
- Fiammetta
- Lady in Yellow Dress (Norwich Castle Museum)[2]
- Viola (Walker Art Gallery, Liverpool)[2]
- La Belle Jaune Giroflée (The Beautiful Wallflower) (KINCM:2005.6134, Ferens Art Gallery)